# 岡田重善
岡田重善（1527年－1583年5月17日）是日本戰國時代武將。父親是岡田重賴。尾張國星崎城城主。官職是長門守。兒子有重孝、善同等。
尾張源氏流山田氏的後裔。成為織田信秀的家臣，與今川氏的戰鬥中立下功名並成為小豆坂七本槍之一。後來仕於信秀的兒子信長而活躍著，成為信長的次男信雄的家老。兒子重孝與津川義冬等人一同擔任織田信雄的三家老，但是被懷疑與羽柴秀吉內通而被殺害。